# ヨツバムグラ
ヨツバムグラ（四葉葎、学名：Galium trachyspermum）は、アカネ科アカネ亜科ヤエムグラ属の小型の多年草。

## 特徴
茎は下部で分枝し、細く、直立して高さ20-50cmになり、4稜があり、毛はない。茎の基部は地面を這うこともある。葉は4個が輪生し、輪生する4個の葉はほぼ同形で、各輪が隔たって茎につく。葉身は長さ6-15mm、幅3-6mm、卵状楕円形または卵形で、先は短くとがる。葉の縁と裏面に斜上する白毛が生える。これらの輪生する葉は、対生する本来の2個の葉と、残りの2個の、葉と同形の托葉となる。
花期は5-6月。茎先や上部の葉腋から短い花序をつけ、数個の花をやや密集してつける。 花柄は短く、長さ1-3mmになる。花冠は杯形で、径1mmと小さく、淡黄緑色で先は4裂し、筒部はない。花冠裂片の背面に毛はない。雄蕊は4個ある。子房は2室に分かれ、各室に1個の胚珠がある。花柱は2裂する。果実は2個の分果からなり、各分果に1個の種子がある。分果には鉤状に曲がったごく短い突起状の毛が密生する。
同属のヒメヨツバムグラ G. gracilens に似るが、同種と比べて葉の幅が広く、果実の突起状の毛も著しいので区別できる。

## 分布と生育環境
日本では北海道、本州、四国、九州に分布し、田畑の畔や丘陵地の草むら、道ばたなどに生育する。世界では、朝鮮半島、中国大陸に分布する。

## 名前の由来
和名ヨツバムグラは「四葉葎」の意で、葉のつき方からいう。ムグラ（葎）は、草むら、藪の意味がある。
種小名（種形容語）trachyspermum は、「ざらざらした種子の」の意味。

## ギャラリー

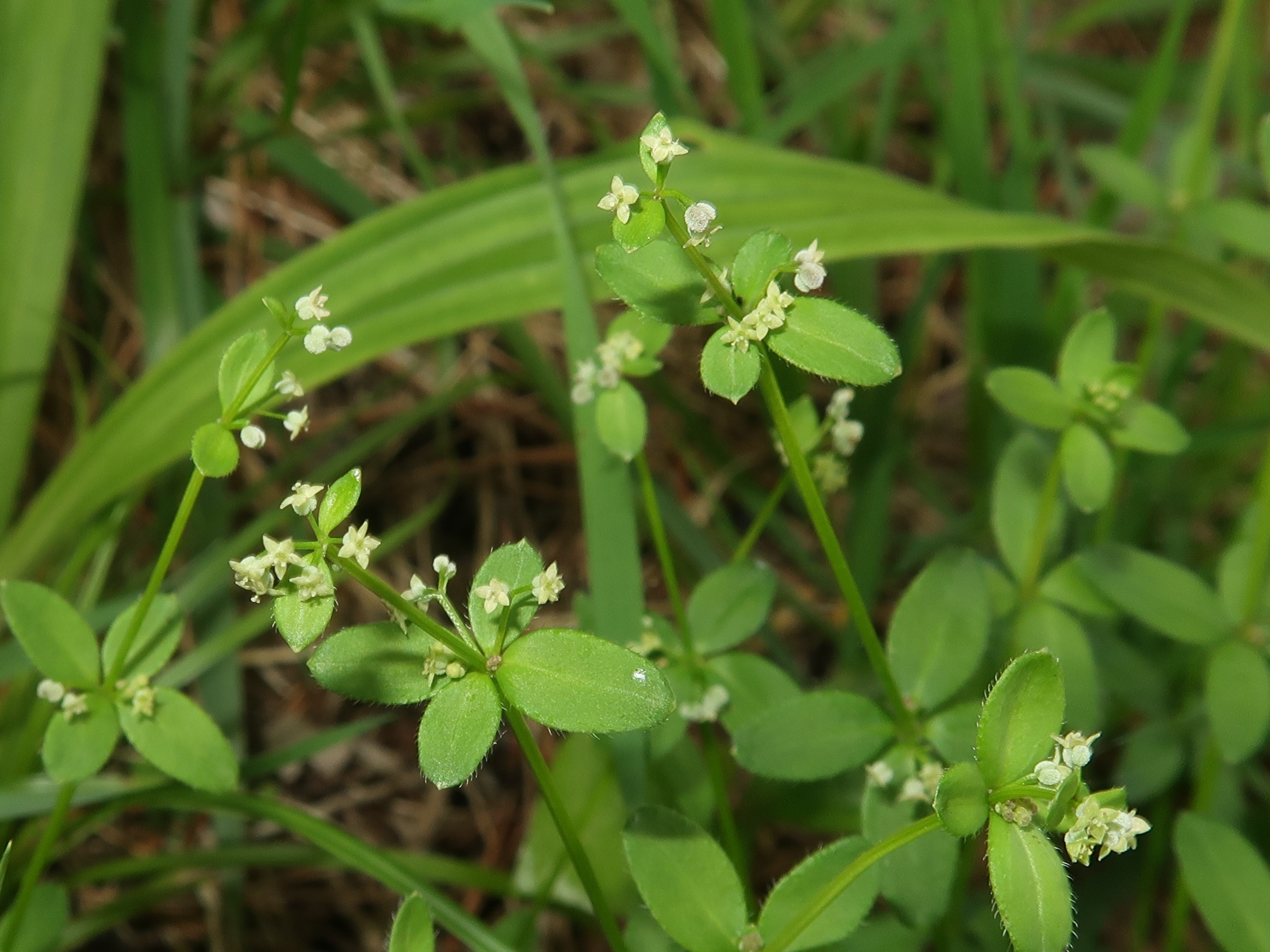
花冠は淡黄緑色で、杯状に4裂する。果実に突起状のごく短い毛が密に生える。
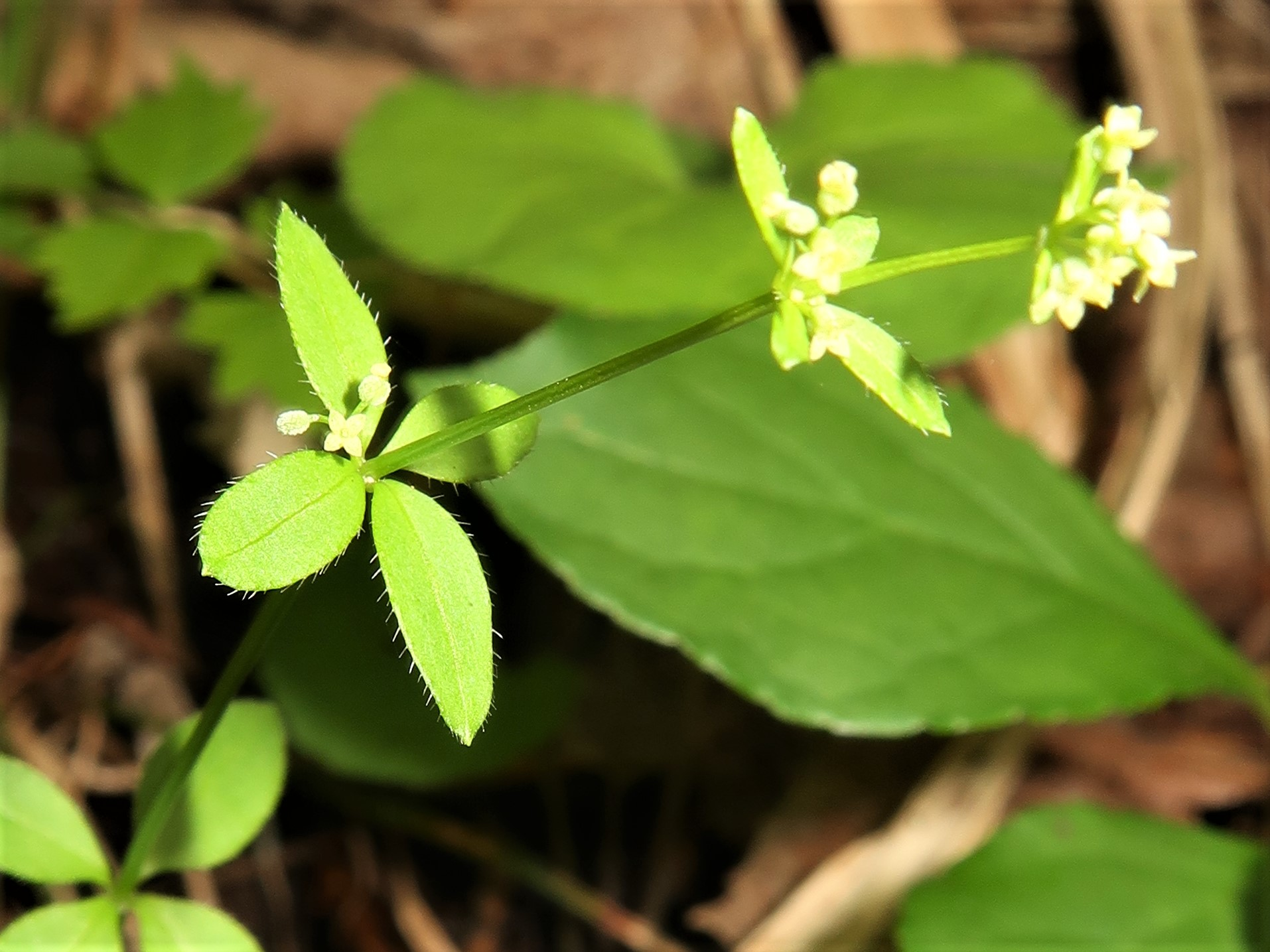
葉は4個が輪生し、葉先は短くとがり、葉の縁に斜上する白毛が生える。
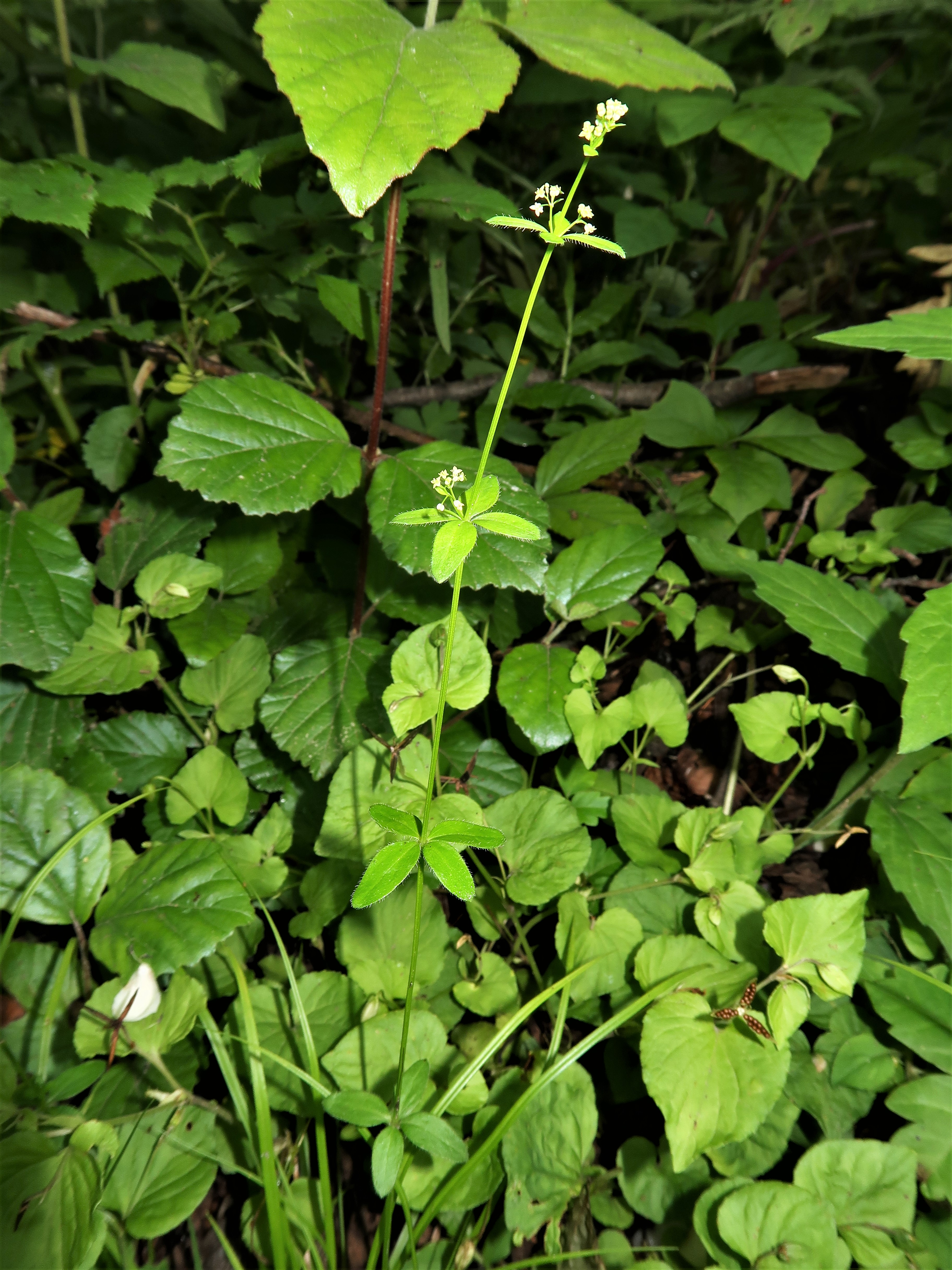
茎には4稜があり、毛は生えない。

## 下位分類
- ケヨツバムグラ Galium trachyspermum A.Gray f. hispidum (Matsuda) Ohwi[8] - 葉や茎に白い毛が多い品種をいう[3][5]。
- ケナシヨツバムグラ Galium trachyspermum A.Gray var. miltiorrhizum (Hance) T.Yamaz.[9] - 果実に鉤状毛がほとんどないものを変種として区別する[3][5]。本州の中部地方以西、四国、九州、中国大陸に分布する[10]。